# Raión de Chemerivtsi
Raión de Chemerivtsi (en ucraniano: Чемеровецький район) es un antiguo raión o distrito de Ucrania en el óblast de Jmelnitski. 
Comprende una superficie de 928 km².
La capital fue la ciudad de Chemerivtsi.

## Demografía
Según estimación 2010 contaba con una población total de 45293 habitantes.

## Otros datos
El código KOATUU fue 6825200000. El código postal 31600 y el prefijo telefónico +380 3859.